# 애나 모포

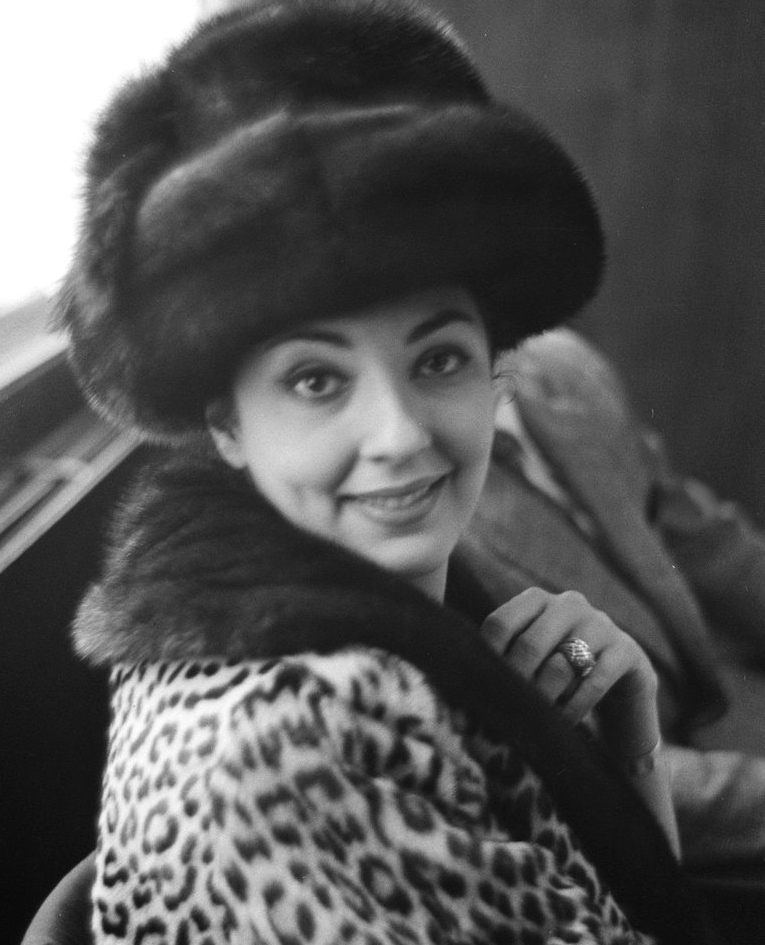
Anna Moffo

애나 모포(Anna Moffo, 1932년 6월 27일 ~ 2006년 3월 10일)은 미국 출신의 소프라노 가수이다.

## 생애
펜실베이니아주 웨인 출신으로 이탈리아인 부모 사이에서 태어났다. 필라델피아의 커티스 음악원에서 성악은 물론 화성학, 대위법, 음악법 등을 공부했고 1955년 풀브라이트 장학금을 받아 이탈리아 산타 체칠리아 음악원으로 유학을 갔다. 같은 해에 베네치아에서 슈바르츠코프의 대역으로 독일 가곡을 불러 성공했으며 스폴레토에서 도니체티의 오페라 《돈 파스콸레》의 놀리나 역으로 오페라 무대에 데뷔했다. 이듬해에는 《나비부인》의 쵸쵸상 역할로 TV에 출연하는 등 주목을 받았다.
부모의 나라인 이탈리아에서 인정받기 시작한 모포는 이후 유럽 각지에서도 인기를 끌었으며 1957년 시카고에서 《라 보엠》의 미미 역을 맡아 본국에서도 데뷔 무대를 가졌다. 같은 해에 라 스칼라 및 잘츠부르크 음악제 무대에 섰고 그 해 말에 이탈리아의 프로듀서 겸 감독 마리오 란프란치(Mario Lanfranchi)와 결혼했다. 그러나 1972년 라프란치와 이혼하고 1974년 RCA 중역 로버트 사르노프(Robert Sarnoff)와 재혼했다.
모포는 뛰어난 미모와 연기력의 소유자로 오페라 무대 외에도 뮤지컬을 비롯해 영화나 TV 방송 등 다방면에서 활약했다. 이탈리아에서는 TV 방송의 메인 진행자를 맡기도 했다. 오페라에서는 《라 트라비아타》의 비올레타 역, 《리골레토》의 질다 역, 《카르멘》의 미카엘라 역, 《마농》의 마농 역 등에 정평이 나 있다. 2006년 뉴욕에서 사망했다.

## 참고 문헌
- 조홍근, 《세계명곡해설대전집》 4권, 진현서관, 1978, p.285